# Dalkowo (województwo zachodniopomorskie)
Dalkowo – osada w Polsce położona w województwie zachodniopomorskim, w powiecie szczecineckim, w gminie Biały Bór przy drogi krajowej nr 20 ze Stargardu do Gdyni.
W latach 1975–1998 wieś należała do woj. koszalińskiego. Do 1971 roku w granicach miasta Biały Bór.